# British Midland-vlucht 92

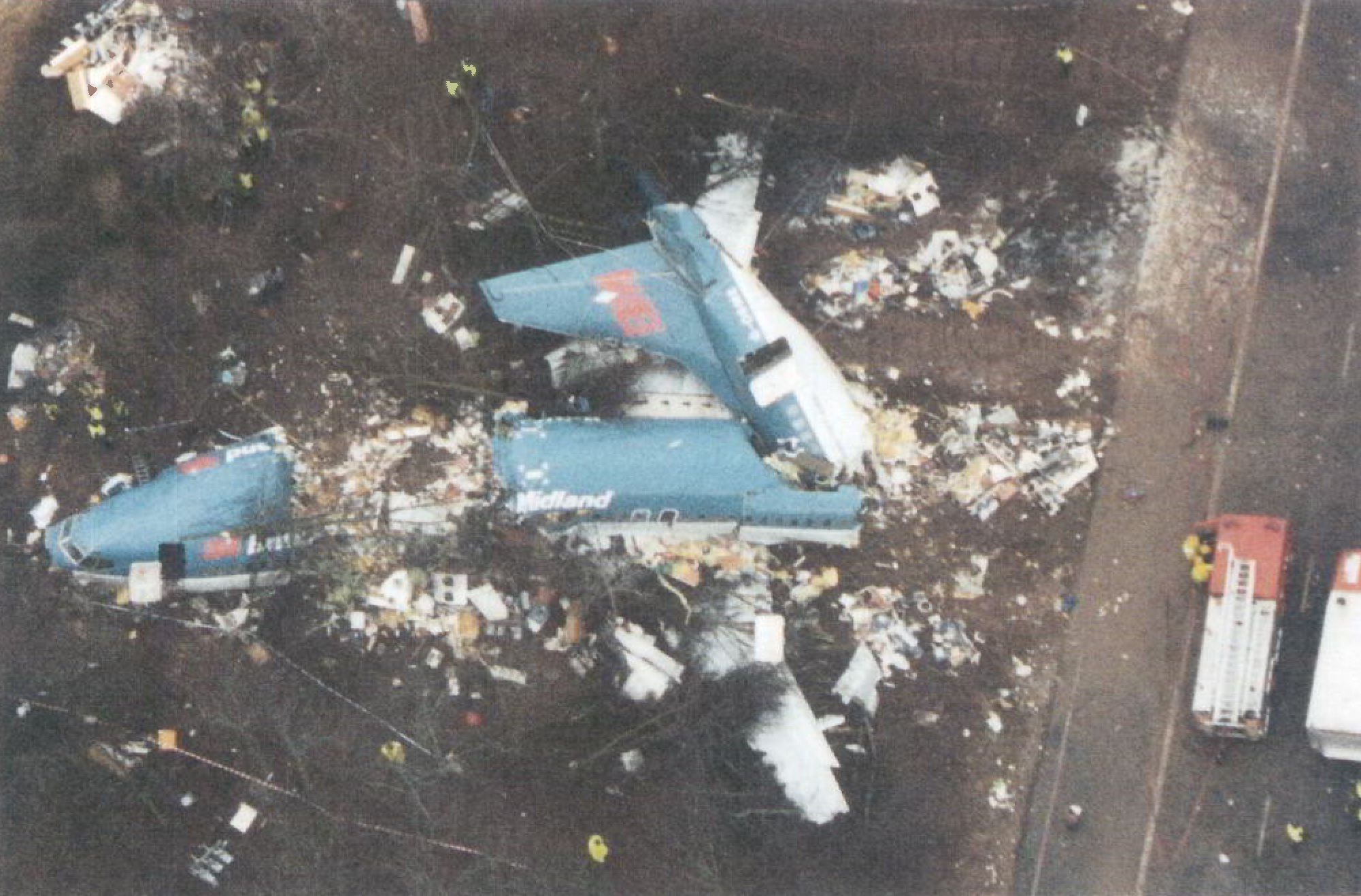
De plaats van het ongeluk

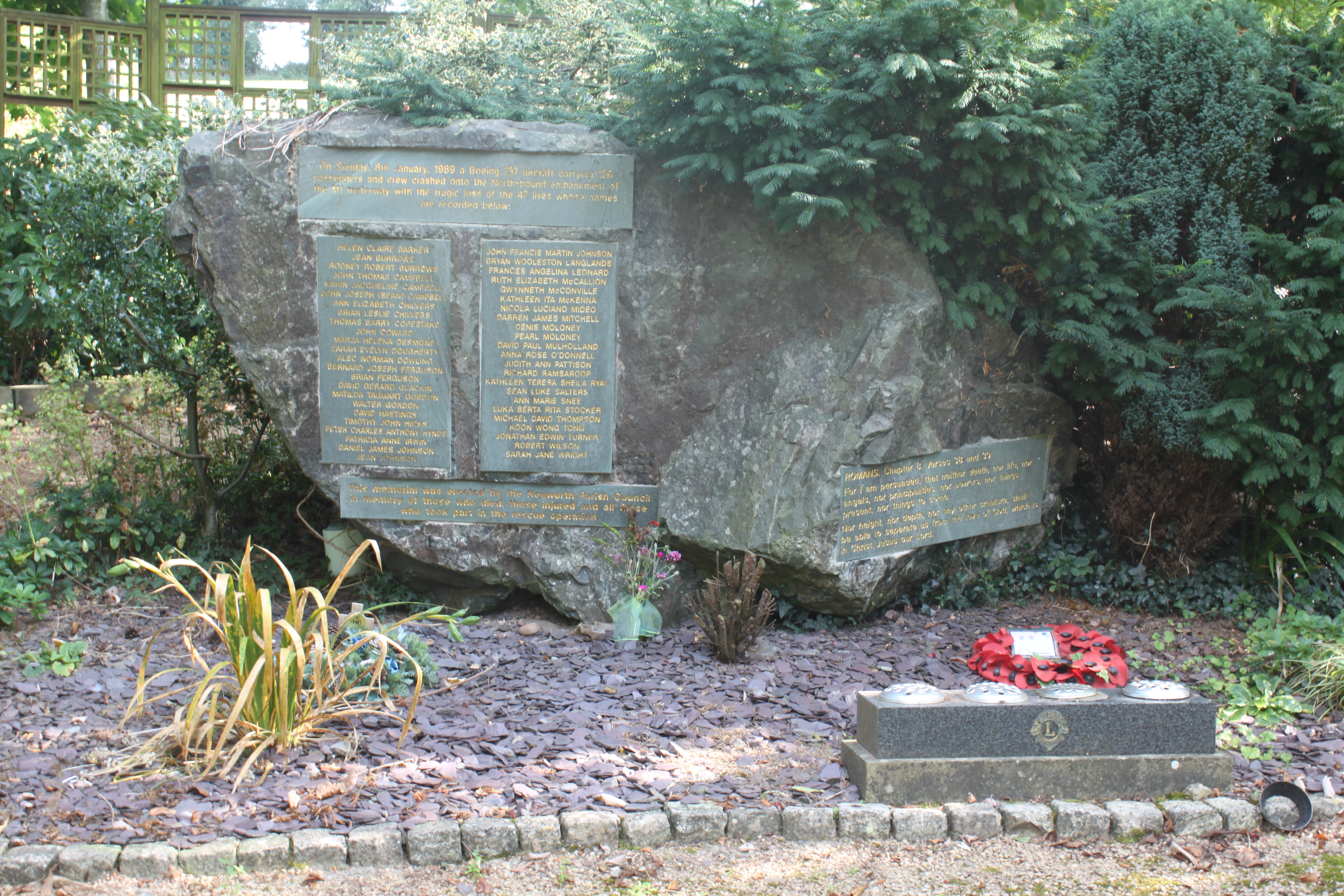
Gedenkteken

British Midland-vlucht 92 was een lijnvlucht van Londen naar Belfast die afliep met een vliegtuigcrash op 8 januari 1989. Het vliegtuig stortte neer op een snelweg nabij de Britse plaats Kegworth, bij een poging een noodlanding te maken op East Midlands Airport. 47 mensen vonden de dood. 67 mensen - waaronder zeven bemanningsleden - raakten zwaargewond en zeven mensen raakten lichtgewond.

## Chronologie
Het vliegtuig was een Boeing 737-400, registratie G-OBME, op weg van Londen naar Belfast. Het toestel was een 737 van de nieuwste generatie, namelijk de 400-serie. Het was op die dag al eerder van Londen naar Belfast gevlogen en weer terug. De gezagvoerder was Kevin Hunt, en de eerste officier was David McClellant. Geen van beiden had op dat moment veel ervaring in de 737-400.
Om 19:52 lokale tijd steeg het vliegtuig op van Heathrow. Toen het vliegtuig door 28.300 voet (8.600 m) klom, op weg naar een kruishoogte van  35.000 voet  (11,5 km), ging een van de rotorbladen van de linker motor ineens kapot. De piloten wisten niet hoe dit kwam, maar voelden het vliegtuig ineens hevig schudden en trillen. Bovendien kwam er rook naar binnen door het airconditioningsysteem en was er een brandlucht te ruiken. Passagiers die achter in het vliegtuig zaten, konden rook en vlammen uit de linker motor zien schieten. De piloten meldden de verkeersleiding dat ze in de problemen zaten. Het vliegtuig kreeg toestemming om naar East Midlands Airport te vliegen.
Nadat het blad kapot was gegaan, schakelde Hunt meteen de autopiloot uit. Toen hij aan McClelland vroeg welke motor kapot was, antwoordde deze: "It's the le... it's the right one." ofwel "Het is de li... de rechter.". In de versies van de Boeing 737 voor de -400 ging de lucht voor de airconditioning door de rechter motor. Boeing had echter een update geïnstalleerd waardoor de lucht nu van beide motoren kwam. Hunt verkeerde in de overtuiging dat de rook van de rechter motor kwam (de motor die nog heel goed werkte) en zette die motor uit. De piloten konden overigens de motoren niet zien vanuit de cockpit, en niemand nam de moeite om elkaar te laten weten dat de linker motor het slecht deed.
Aangezien de rook verdween en het trillen ophield, dachten de piloten dat het probleem opgelost was. Dit was echter maar toeval. Toen de linker motor kapot ging, probeerde de autothrottle (het systeem dat het toerental van de motor bestuurt) het toerental te verhogen door meer brandstof in de motor te spuiten. De beschadigde motor kon al die brandstof niet aan, waardoor vlammen waren te zien en de motor begon te trillen. Toen de autothrottle uitgeschakeld werd om de rechter motor uit te kunnen zetten, werd de hoeveelheid brandstof naar die motor verminderd, hield het trillen op en verdween de rook. Dit leidde ertoe dat de piloten dachten dat het probleem opgelost was.
Tijdens het aanvliegen naar East Midlands Airport werd er meer brandstof in de (kapotte) linker motor gepompt om het vermogen te verhogen. Hierdoor hield de motor er helemaal mee op. De piloten probeerden de rechter motor te herstarten, maar het vliegtuig vloog al te laag. Het kon nog net over het dorpje Kegworth komen en de snelweg M1. Hierna was de landingsbaan nog maar 700 meter weg, maar het was te laat. De Boeing 737 met 126 mensen aan boord crashte in de middenberm van de M1.

## Doden en gewonden
47 passagiers overleden in de crash (39 ter plekke, 8 later). Van de 79 overlevenden waren er 5 lichtgewond en 74 zwaargewond. Alle bemanningsleden overleefden, hoewel allen zwaargewond. Op de snelweg raakte er niemand gewond en er was geen materiële schade. De eerste bestuurder die ter plekke was, had wel aanzienlijke PTSS.

## Oorzaak van het afbreken
Analyse van de motoren na de crash leverde op dat de rotorbladen van de motor heftig gingen trillen boven de 25.000 voet (7.600 meter) als de motor op volle kracht draaide. Omdat deze motor niet nieuw was, maar een update op een bestaande motor, was het niet verplicht hem in de lucht te testen. Hij was alleen maar in het laboratorium getest, onder omstandigheden op de grond. Het is tegenwoordig verplicht om alle motoren uitgebreid in de lucht te testen voordat ze in gebruik worden genomen.
Het trillen van de rotorbladen veroorzaakte sterke metaalmoeheid, waardoor er in de linker motor een rotorblad afbrak. Dit blad boorde zich in de linker motor, waardoor deze beschadigd werd. De autothrottle probeerde het toerental van de motor te verhogen door meer brandstof in te spuiten, maar de overbodige brandstof werd verbrand buiten de motor, waardoor vlammen te zien waren.